# Зілля

«Приворотне зілля», Евелін де Морган

Зілля — сукупна назва рослин з надзвичайними властивостями.

## Фольклор, художня література
Серед барвистого розмаїття української флори є рослини з особливими властивостями, цвітіння та використання яких оточене таємничими чутками та казковими оповідками, чудернацькими історіями та вигадливими бувальщинами. В народі ці трави і квіти називають чар-зіллям або просто зіллям. Чар-зілля — це не одна якась квітка на всі часи і випадки. По степових і лісових усюдах є чимало видів рослин з різноманітними властивостями.
Часто слово "зілля" вживають у сполученні зі словом "приворот", тобто приворот-зілля. Нерідко приворот-зілля згадується в художній літературі.
Олесь Гончар: "Колись чарівниці приворот–зіллям вміли приворожувати хлопців на вічну любов, а море, воно теж уміє…" (Берег любові")
Михайло Стельмах: "А сіно цього року пахуче, немов приворотне зілля, дихай — не надихаєшся." (Чотири броди")
Павло Загребельний: "І є приворотне зілля, зване тут anacampseram." ("Єпраксія")
Ліна Костенко:  
"А може, то було якесь дання? 
Якесь чар-зілля або привороти,
і він не зміг його перебороти.

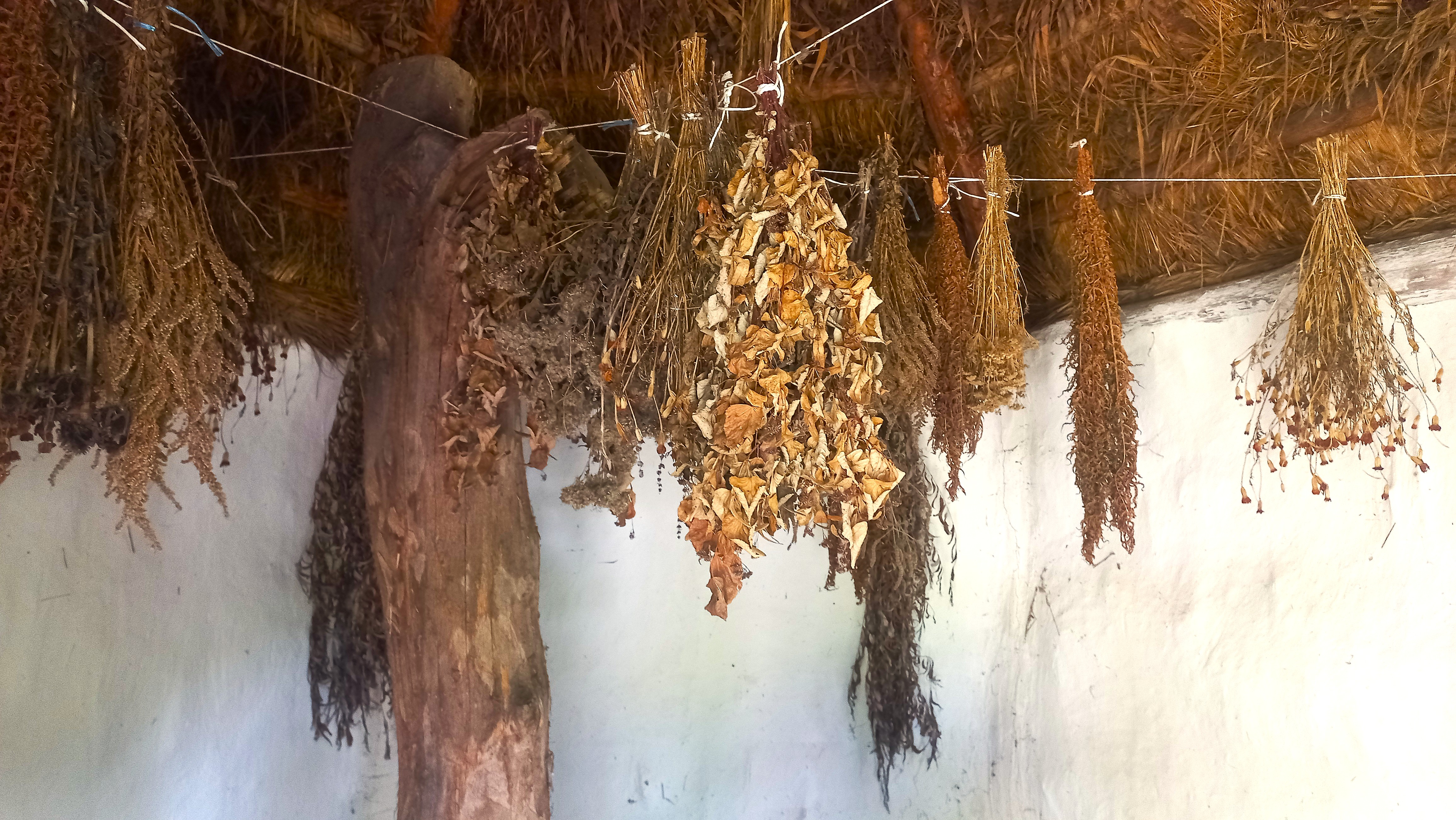
Зілля

... А зілля річ, ви знаєте, капризна —
тут воно чари, тут воно й трутизна." ("Маруся Чурай")
Іван Драч: "У кого бучні весілля, 
У кого тяжкі похмілля — 
Нічого не помагає 
Чортове приворот–зілля! — 
Падають в приворот–зілля
Сльози тяжкі старечі, 
Сльозами найкраще розводити 
Зілля оте, до речі!" ("Крила")
Ірен Роздобудько: "А її вино – якесь «приворотне зілля», яким вона намагається звести нанівець увесь чоловічий рід?" ("Ґудзик")

## Компетентна думка
«В наш час у більшості людей склалася думка, що „приворотне“ зілля — це трави, які прийшли до нас із казок, старовинних легенд, переказів. Та вони помиляються. Ще в часи єгипетської цариці Нефертіті вважали, що на людину можна діяти за допомогою чаю з відповідних трав, або підібраних запахів. Всі ці запахи можуть діяти на функції внутрішньої секреції, головного мозку, емоції і навіть на симпатії однієї людини до іншої. Такі рослини, як любисток; підмаренник чіпкий, гравілат гірський, дягель лікарський, деревій — в руках знавця можуть виявитися магічними», — вважає лікар О. І. Анрієков. 